# Cisco Ramon

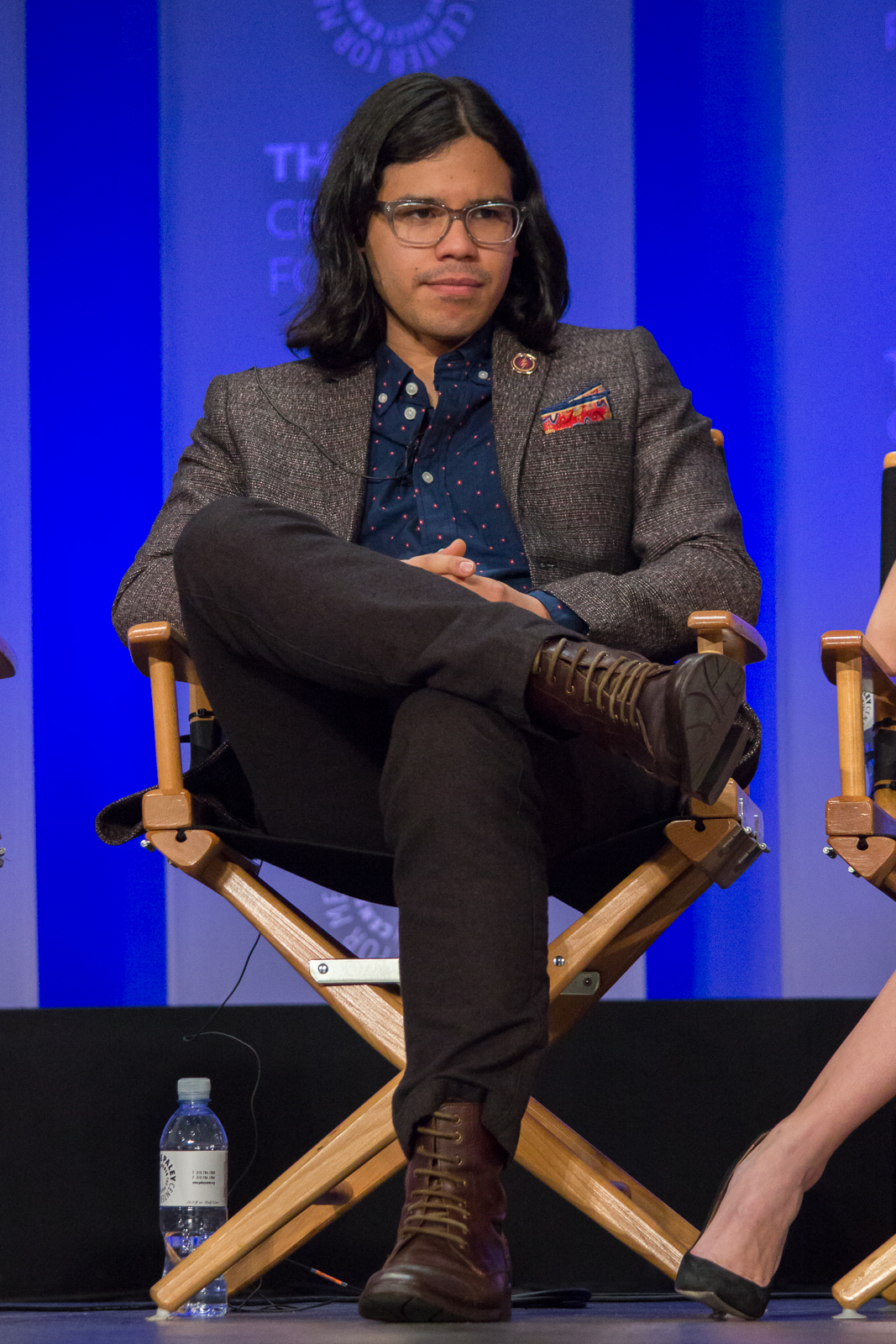
Carlos Valdes és l'actor que representa a Cisco Ramon a la sèrie The Flash

Vibe, alter ego de Paco Ramon o Francesc "Cisco " Ramon, es un personatge de ficció de còmic i un superheroi de l'univers DC. Va aparèixer per primera vegada a la Lliga de la Justícia d'Amèrica Anual número 2 l'octubre de 1984, i va ser creat per Gerry Conway i Chuck Patton. Vibe apareix a la sèrie de televisió The CW The Flash com a Cisco Ramon, retratat per l'actor Carlos Valdés.

## Biografia
Paco Ramon o Francisco "Cisco" Ramon va començar a ser conegut com a Vibe poc després que Aquaman va dissoldre la lliga de la justícia original. Quan el jove Cisco va sentir que una nova Lliga de la Justícia s'estava formant en la seva pròpia ciutat natal de Detroit, va decidir renunciar a la seva posició com el líder d'una banda local del carrer, Los Lobos, per unir-se. El que va fer que Cisco fos un candidat, era la seva habilitat metahumana en la que pot veure a través de les vibracions de l'univers.
La presència de Ramon en l'equip va causar que Aquaman i the Martian Manhunter tinguessin molts dubtes sobre la nova Lliga de la Justícia d'Amèrica. Vibe aviat va demostrar la seva vàlua en les batalles de la Lliga contra Cadre, Anton Allegro i Amazo. Es va quedar amb la Lliga durant la Crisis on infinite earths, quan els seus poders van tenir un paper vital en la derrota de Despero.
Durant l'assalt de Darkseid a la Terra durant la mini-sèrie de legends, la Lliga de la Justícia d'Amèrica es va dissoldre i Paco va deixar als seus companys de JLA a buscar el consol familiar al carrer. Vibe va ser atacat per un dels androides del Professor Ivo, i es va convertir en el primer membre de la Lliga de la Justícia que va morir. The Martian va portar el cos de Vibe al nou santuari de la muntanya de la Lliga, on Vibe va ser enterrat en una càmera criogènica. Cisco va morir més d'una vegada, ja que va ser ressuscitat pels malvats.
Un dels germans menors de Vibe, Armando, va desenvolupar uns poders vibratoris similars als de Vibe. Armando es va unir a l'equip dels herois de Booster Gold, el Conglomerate.
A la maxi-sèrie Trinity, s'altera la realitat, i un Cisco que viu apareix com un membre de la Lliga, una versió alterna de la Lliga de la Justícia. Poc després del retorn de Superman, Batman i Wonder woman, mor una altra vegada per una explosió d'energia al seu cap.

## Poders i habilitats
Els poders sònics de Vibe li van permetre crear ones de xoc d'una força considerable. El seu poder podria trencar formigó o acer. La seva agilitat era superior a la mitjana (i ell era un excel·lent ballarí de breakdance).
Vibe va tornar a aparèixer el 2013, ha intentat establir-se com el personatge més poderós. Part d'això va ser la redefinició dels seus poders com tenir a veure amb la física interdimensional. Lliga de la Justícia d'Amèrica estableix que les ones sòniques de Vibe tenen el poder d'interrompre la força de la velocitat, fent d'ell un dels pocs personatges de l'Univers DC que representa una seriosa amenaça per al flash. Per aquesta raó, és reclutat al JLA per Steve Trevor, que existeix per protegir-se contra l'amenaça de la principal brètol que va Lliga de la Justícia. La Lliga de la Justícia d'Amèrica Vibe # 3, Amanda Waller va dir que Cisco Ramon podria ser un dels més poderosos super-humans al planeta. Ell maneja potències vibratòries que en teoria podria sacsejar la terra a part. I ell és l'única persona que sabem qui pot trobar i fer un seguiment de les vibracions Inter dimensionals.

## Televisió

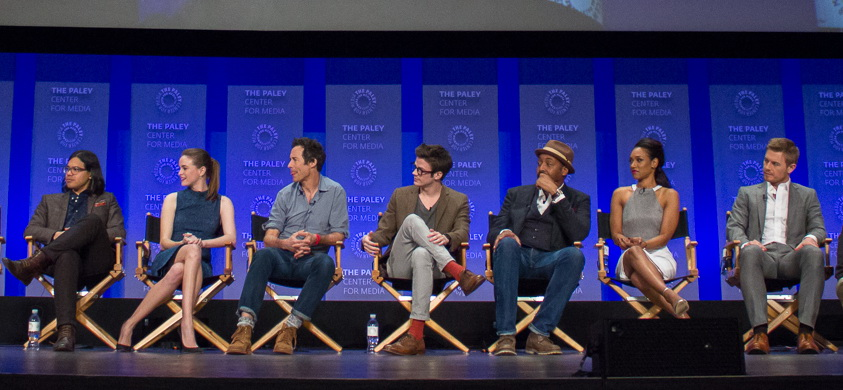
Els actors de la sèrie The Flash

Vibe ha fet diverses aparicions a la Lliga de la Justícia il·limitada. Sovint se li veu al costat d'altres membres de la Lliga de Detroit, però ell no va aconseguir un paper important en qualsevol episodi. La seva acció més important és ajudar a la població civil de rescat a la ciutat de Nova Mèxic atacat a "Flashpoint". Se li mostra amb altres membres de l'era de Detroit Vixen, acer i gitana a la final "crida de la cortina" de l'episodi "Destructor".
Carlos Valdés retrata Cisco Ramon a la cadena CW a Arrow i a Flash. Va fer el seu debut com a convidat en l'episodi d'Arrow "The man under the hood" i és un personatge bàsic de la sèrie The Flash. Juntament amb la Dr. Caitlyn Snow (Danielle Panabaker), són part de l'equip de S.T.A.R labs que suporta a Barry Allen (Grant Gustin) en l'ús dels seus poders per salvar vides i lluitar contra el crim com The Flash, i amb el temps es converteix en bons amics amb Barry. Ell ajuda a la tecnologia de disseny per ajudar a Barry com el Flash, i en els episodis d'encreuament amb Arrow, proporciona ajuda per a Green Arrow (Stephen Amell), The Atom (Brandon Routh) i Black Cannary (Katie Cassidy). Cisco és aficionat a inventar noms per als dolents que van troben. En la primera temporada, Cisco com els altres s'assabenta que el seu estimat amic Harrison Wells (Tom Cavanagh) que realment és l'assassí Reverse-Flash, Eobard Thawne; la curiositat i astuta intel·ligència de Cisco és un paper decisiu en l'exposició d'aquest fet, fins i tot en una línia de temps evitada en el qual es va matar pel seu descobriment. Més tard es va revelar que Cisco també es va veure afectat per l'explosió de l'accelerador de partícules, i que com a resultat pot detectar i recordar línies de temps alternes. Thawne insinua que Cisco pot tenir altres habilitats i que es troba al principi d'una "gran aventura". En la temporada 2, es mostra el Cisco pot veure on els metahumanos de Terra-2 estan amb els seus poders, cosa que li permet informar Barry de la seva ubicació. Ell el manté ocult per una mica, tement que les potències podrien fer d'ell com Wells, però el Wells de la Terra-2 revela el secret de Cisco per a l'equip (que Cisco afirma que estava planejant explicar-los de totes maneres). Posteriorment, Barry i Caitlyn segueixen la tradició i el sobrenom de Cisco "Vibe", basada en les seves visions. Cisco va fer els diferents vestits en Arrow episodi "Green Arrow" en fer el nou vestit verd d'Arrow d'Oliver i l'episodi pilot de Legends of tomorrow al fer el vestit White cannary de Sara Lance.
Vibe va fer una aparició en la part 2-DC Nation curt de dibuixos animats anomenada "Enter Extrem". Expressat per Carlos Alazraqui.